# Лянси
Лянси́ (кит. упр. 梁溪, пиньинь Liángxī) — район городского подчинения городского округа Уси провинции Цзянсу (КНР).

## История
В 1949 году, когда в ходе гражданской войны эти места перешли под контроль коммунистов, урбанизированная часть уезда Уси была выделена в отдельный город Уси. В 1951 году были созданы районы № 1, № 3 и № 5. В 1955 году вместо номеров им были даны называния: район № 1 стал районом Чунъань (崇安区), район № 3 — районом Наньчан (南长区), район № 5 — районом Бэйтан (北塘区). В 1958 году район Гунъюнь (工运区) был присоединён к району Чунъань, а район Сисинь (西新区) был разделён между районами Наньчан и Бэйтан.
В 1960 году районы были преобразованы в народные коммуны, но в 1962 году районы были воссозданы.
В 1966 году район Чунъань был переименован в район Чунъу (崇武区), но в 1978 году ему было возвращено прежнее название.
В 1983 году был образован городской округ Уси; районы бывшего города Уси стали районами городского подчинения городского округа Уси.
В 2015 году районы Чунъань, Наньчан и Бэйтан были объединены в район Лянси.

## Административное деление
Район делится на 17 уличных комитетов.